# John Cummins
Pour les articles homonymes, voir Cummins (homonymie).
John Martin Cummins, B.A., M.A. (né le 12 mars 1942 à Georgetown, en Ontario et mort le 2 mars 2025) est un homme politique canadien ; il est député à la Chambre des communes du Canada de 1997 à 2011, représentant la circonscription britanno-colombienne de Delta—Richmond-Est sous la bannière du Parti conservateur du Canada.

## Biographie
John Cummins est titulaire d'un baccalauréat de l'Université de Western Ontario et d'une maîtrise de l'Université de la Colombie-Britannique. Avant de se lancer en politique, il a travaille en tant qu'enseignant dans les Territoires du Nord-Ouest et dans le district de Peace River dans le nord de l'Alberta ; il enseigne alors pendant quinze ans dans la municipalité de district de Delta (Colombie-Britannique). Il est également pêcheur et homme d'affaires ; pendant plus de vingt ans, il possède sa propre compagnie de pêche commerciale en Colombie-Britannique.
Cummins est candidat à la Chambre des communes pour la première fois lors l'élection de 1988 dans la circonscription de Delta, sous la bannière du Parti réformiste du Canada. Aucun député réformiste n'est élu lors de cette élection, et Cummins est lui-même défait. Toutefois, lors de l'élection fédérale de 1993, les choses changent ; 52 députés de son parti sont élus aux communes, faisant un raz-de-marée dans l'Ouest canadien, et Cummins est lui-même élu dans sa circonscription. Il est réélu en 1997, puis en 2000 (sous la bannière de l'Alliance canadienne), et finalement en 2004 et 2006 en tant que membre du Parti conservateur.
Dans l'opposition, Cummins a été porte-parole conservateur en matière de Pêches et océans à deux reprises. Il est vice-président du Comité permanent des pêches et des océans de la Chambre des communes dans la 39e législature.
Le 12 mars 2011, John annonce qu'il ne se présente pas à sa réélection pour l'élection fédérale organisé le 2 mai 2011. Le 29 mars 2011, John annonce qu’il va se présenter à l'élection à la chefferie du Parti conservateur de la Colombie-Britannique. Le 28 mai 2011, il devient chef du parti par acclamation.